# 銅鑼灣避風塘

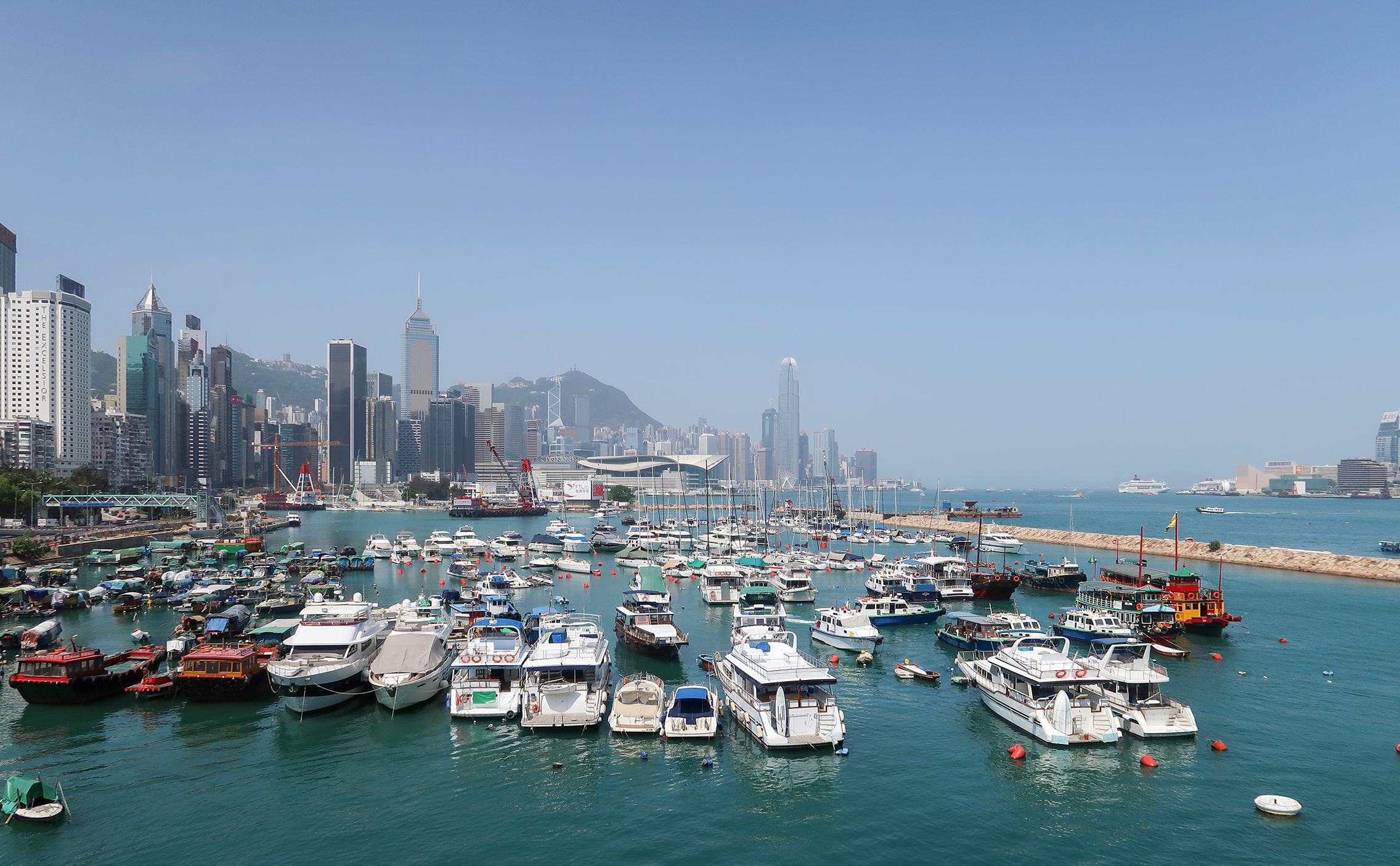
銅鑼灣避風塘，遠方為灣仔

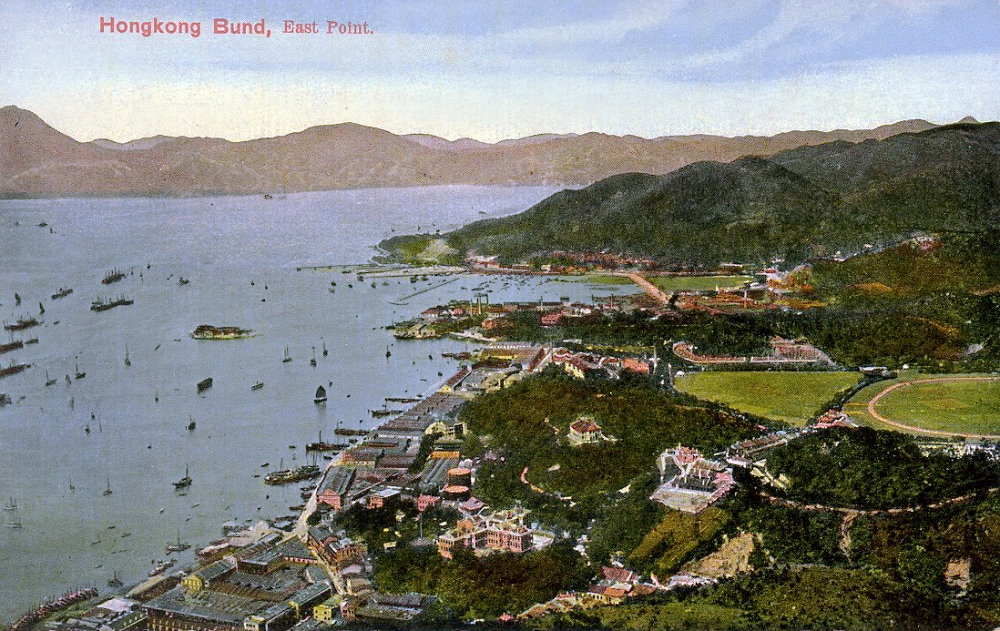
1900年的銅鑼灣，海灣凹入位置為避風塘

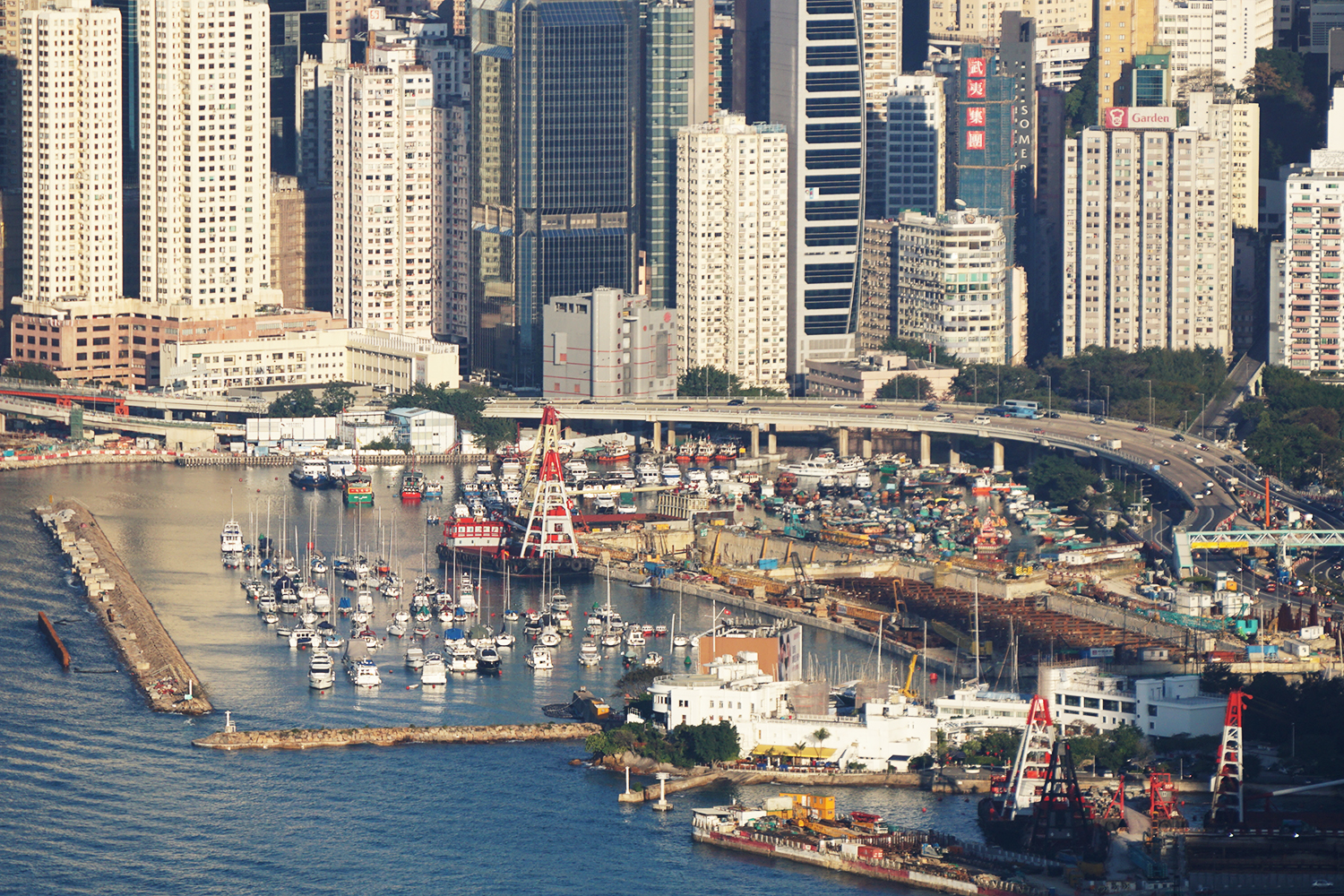
俯瞰銅鑼灣避風塘

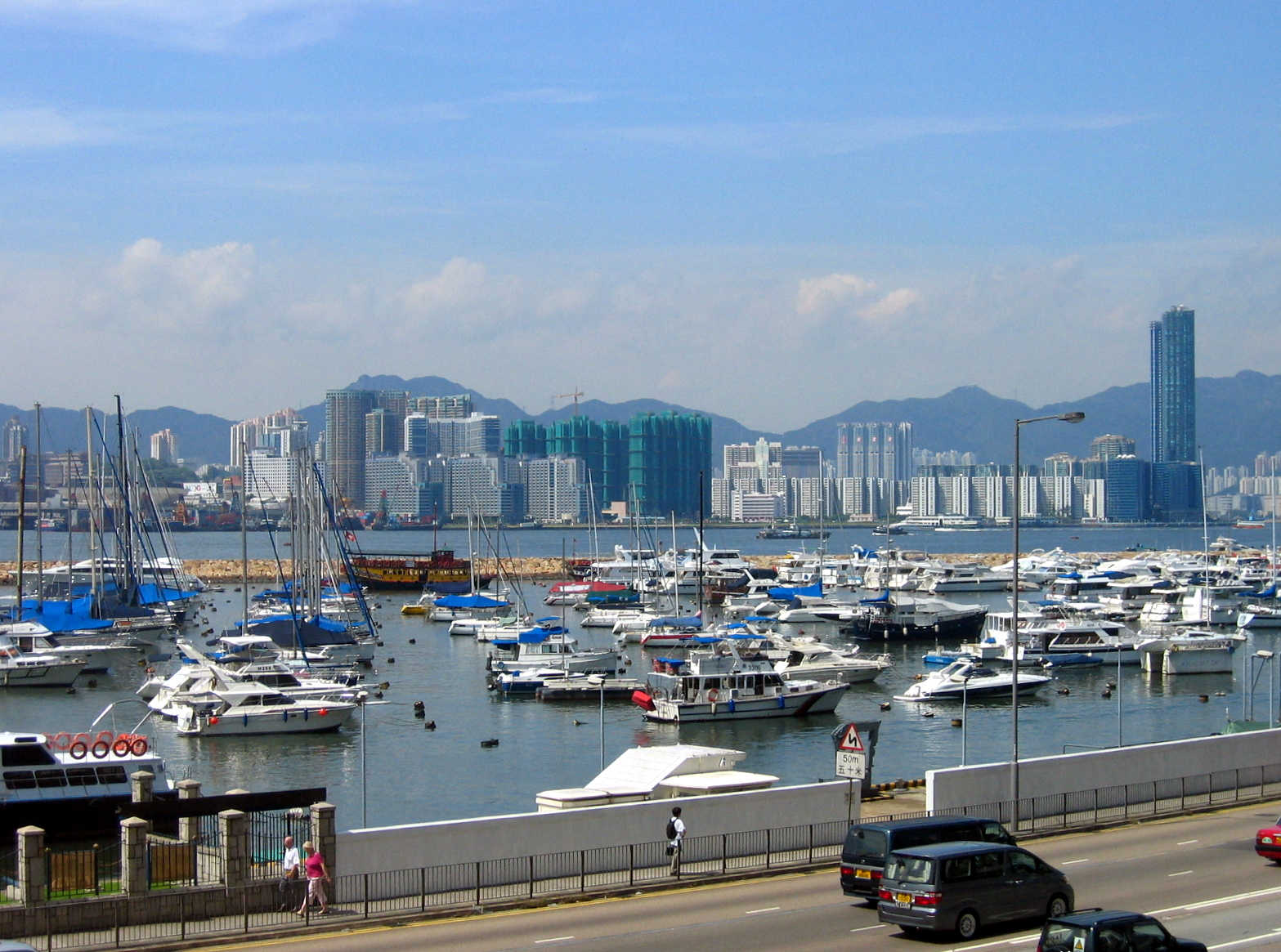
銅鑼灣避風塘，遠方為紅磡

銅鑼灣避風塘位於香港灣仔區銅鑼灣，是維多利亞港內主要的避風塘之一。也是可以欣賞煙花好去處之一。

## 歷史
1883年，香港政府於銅鑼灣進行填海工程，由現時的銅鑼灣道填至現時的高士威道。高士威道對出的海灣，被修建成香港第一個避風塘。1950年，該避風塘被填平，原址興建維多利亞公園，舊堤則變成了現時的維園道，避風塘則遷至維園道對出至今。
在1970年代，在銅鑼灣避風塘內有不少提供飲食及娛樂的船艇，提供具特色的避風塘美食，例如避風塘炒蟹。
銅鑼灣避風塘內，有一艘紅色的三角天后廟船，是香港唯一的浮在海上的天后廟漁船，時有廟祝守廟，信眾以漁民為主，遊人可於避風塘碼頭乘舢舨往來，該船的編號「40426S」。
為興建中環及灣仔繞道及沙中綫過海段，當局曾在2010年代在銅鑼灣避風塘內分階段進行臨時填海，至今隧道均已完成，而臨時填海區亦已還原。

## 環境

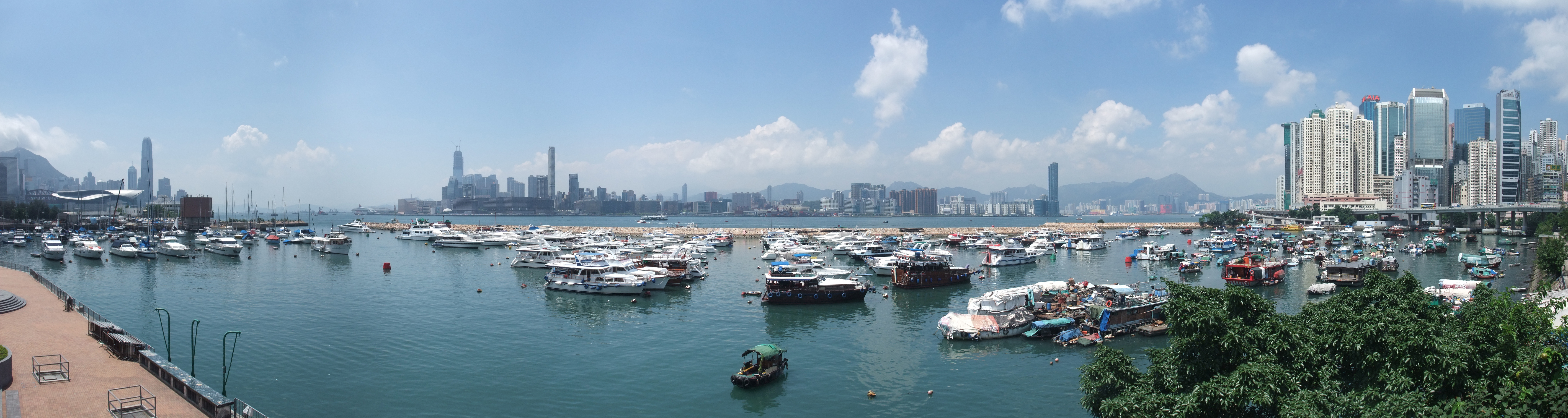
銅鑼灣避風塘全景圖：可見圖左灣仔的香港會議展覽中心和中環國際金融中心、圖中對岸的九龍半島、圖右銅鑼灣東面一帶的建築群

銅鑼灣避風塘由西面的奇力島至東面興發街對開海面止。由於西面的奇力島是香港遊艇會會址所在地，因此避風塘主要供遊艇停泊。奇力島亦是香港海底隧道的港島入口所在地。避風塘東面是港島東區走廊的起點。
在盛夏天晴的時候，銅鑼灣避風塘沿岸為觀看日落的上佳地點，刺眼的太陽會在中環和尖沙咀之間落下，並在遠方的新界沒入地平線下。連接維多利亞花園和銅鑼灣海濱花園的行人天橋因為居高臨下的關係，為拍攝夕陽的理想地點，而中環灣仔繞道則途經本避風塘連接上環至炮台山。

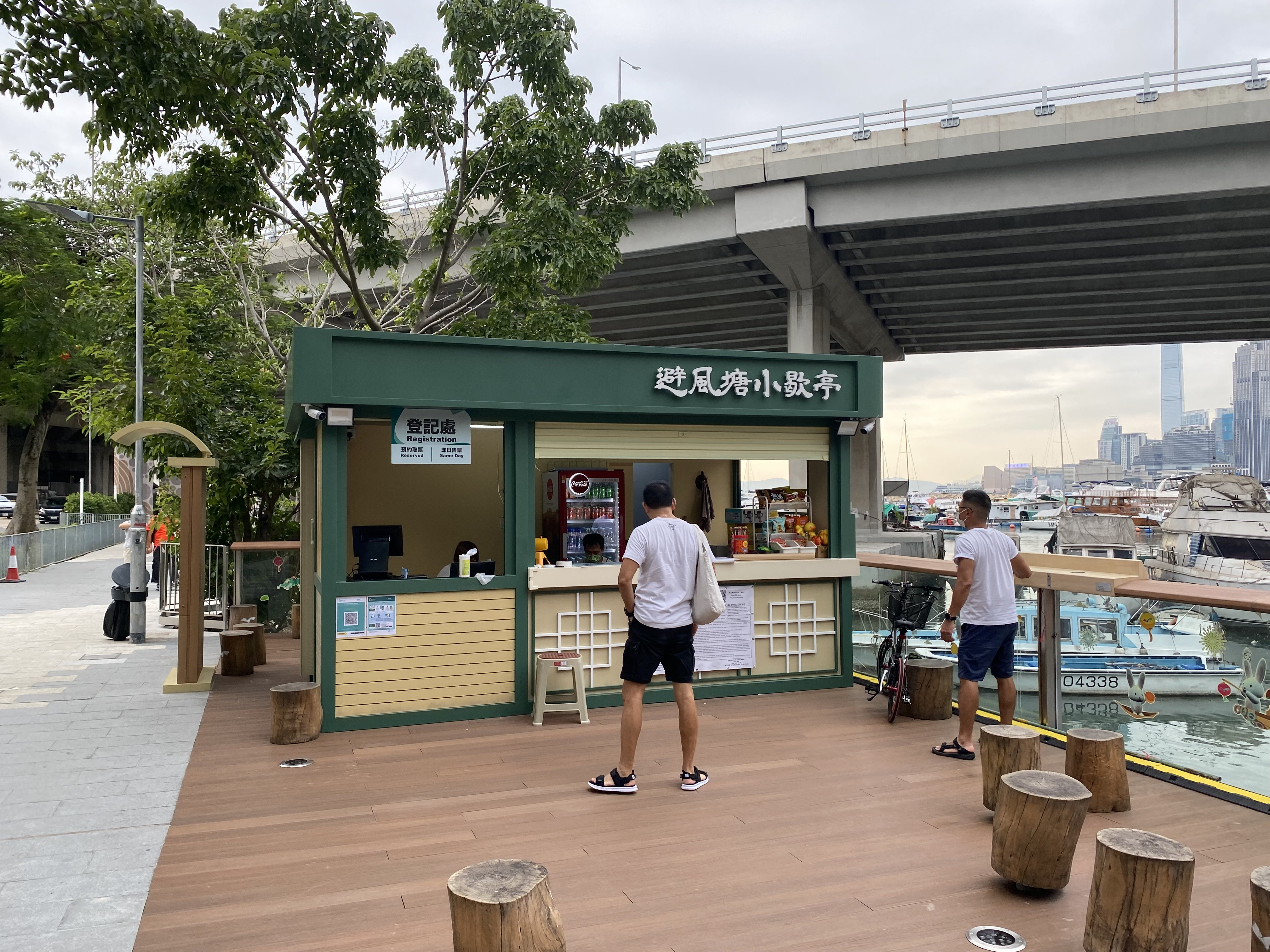
避風塘小歇亭
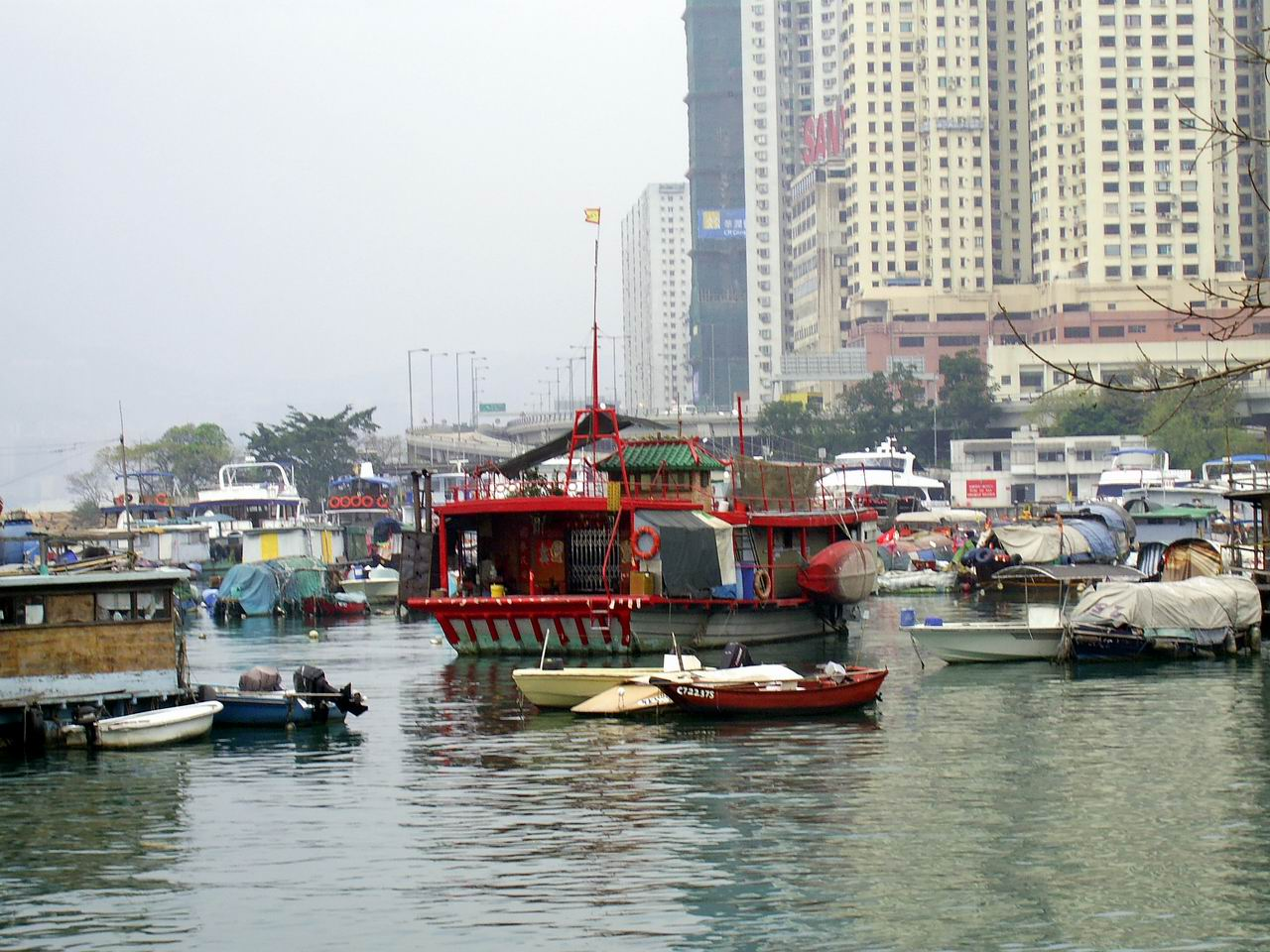
水上三角天后廟
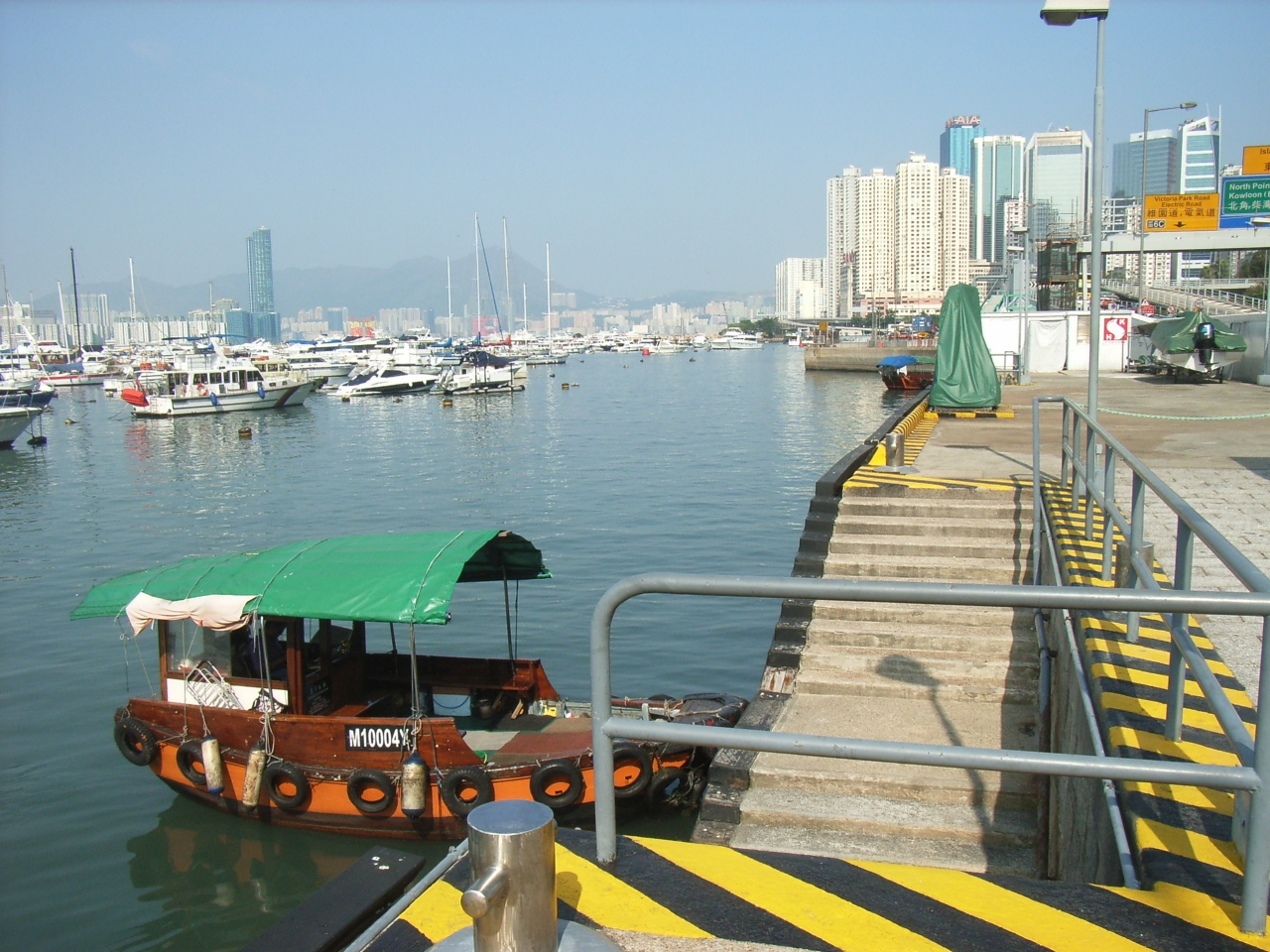
銅鑼灣避風塘街渡小船

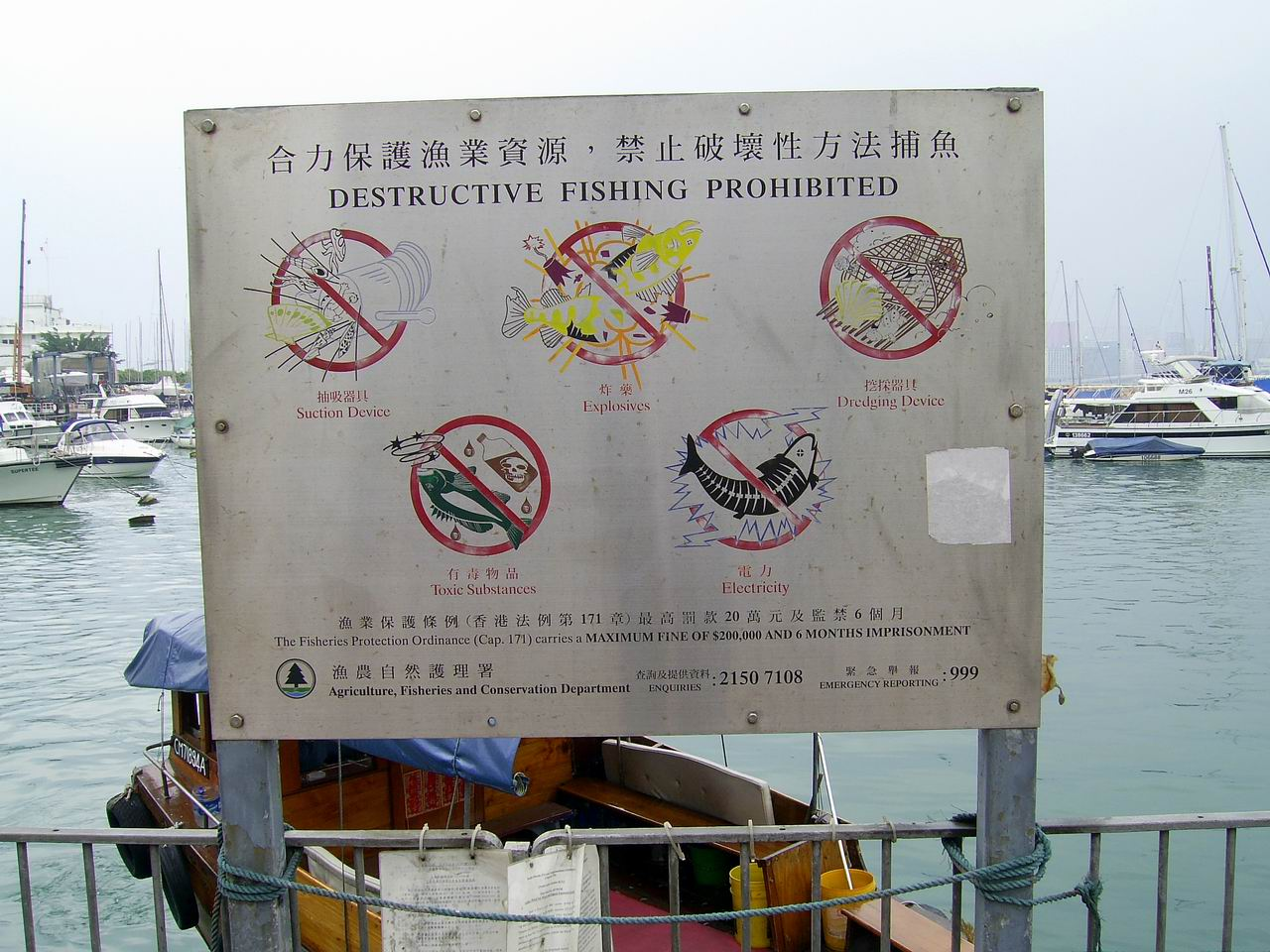
漁護署告示
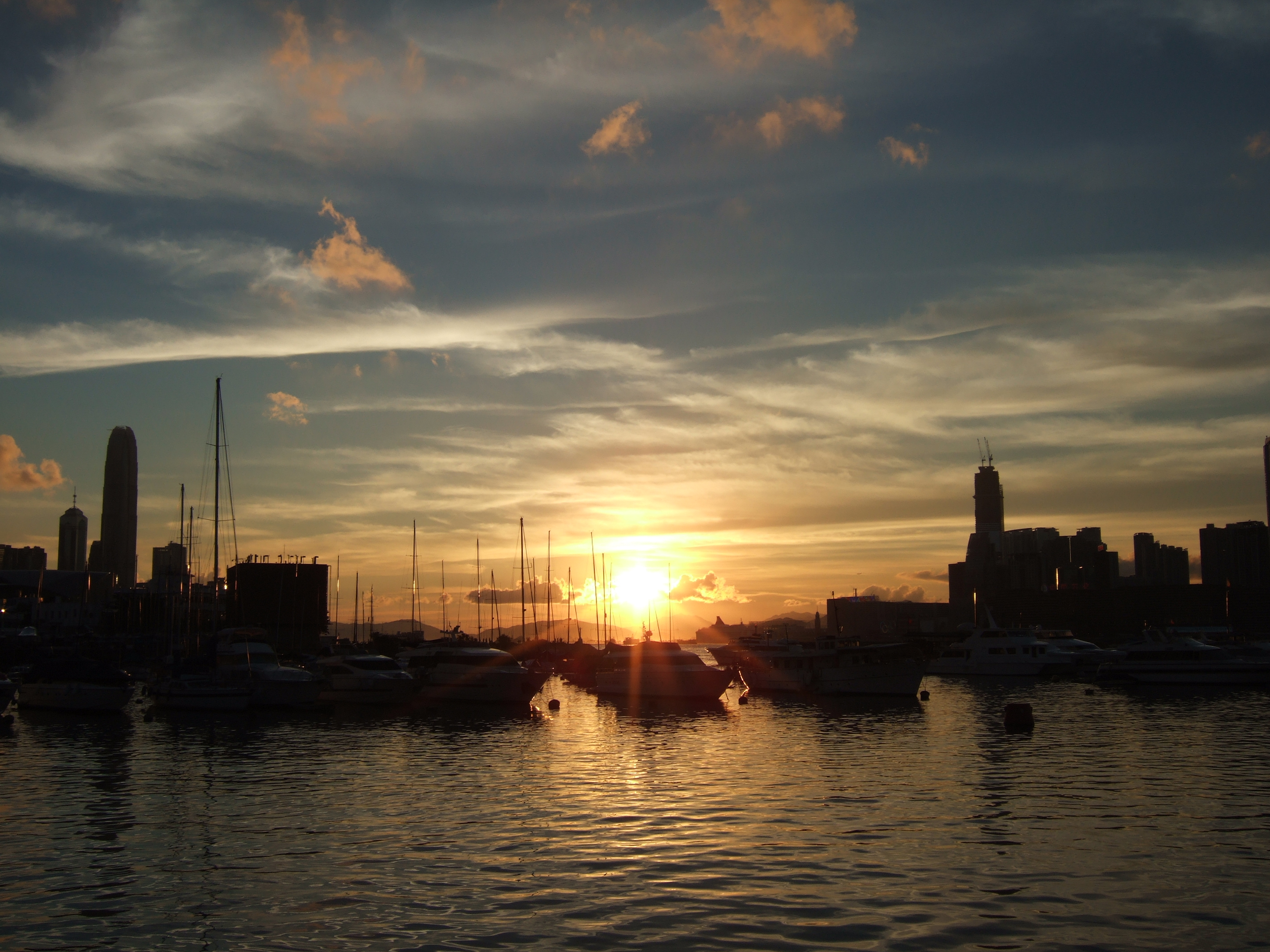
日落銅鑼灣避風塘 (1)
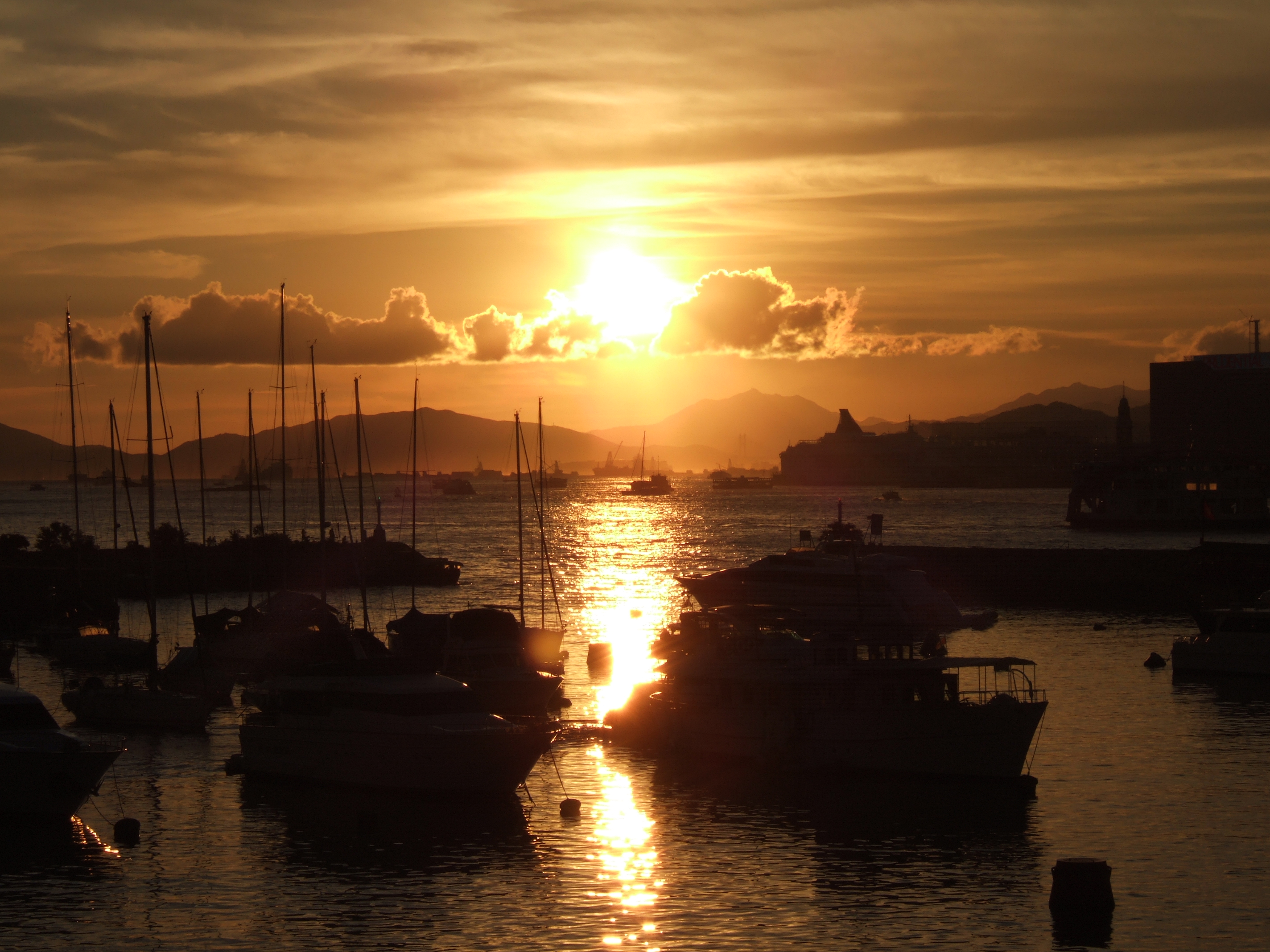
日落銅鑼灣避風塘 (2)

## 鄰近
- 怡和午炮
- 香港怡東酒店
- 會展站
- 香港海底隧道
- 中環灣仔繞道
- 銅鑼灣行車天橋

## 外部連結
- 銅鑼灣避風塘平面圖 （页面存档备份，存于） （海事處海道測量部）